# 鎌倉七口

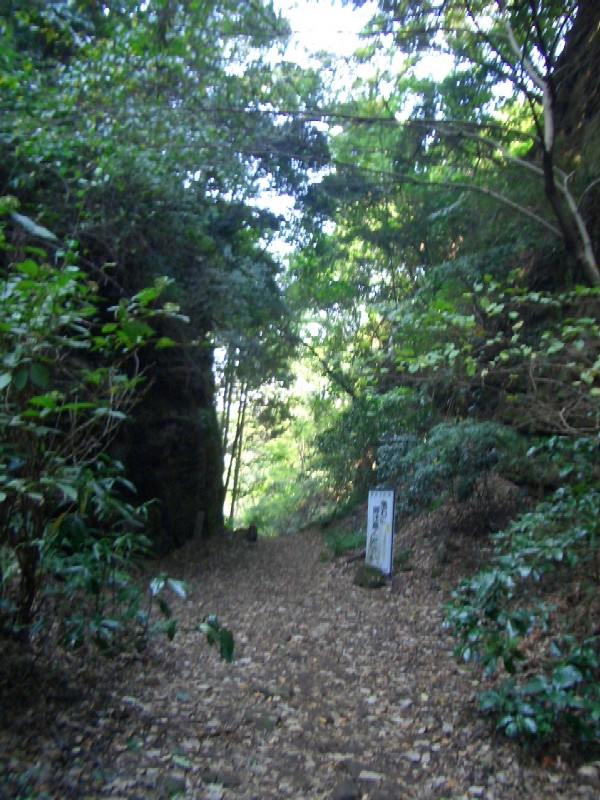
鎌倉七口の一つ、朝夷奈切通（2004年11月9日撮影）。

鎌倉七口（かまくらななくち）とは三方を山に囲まれた相模国鎌倉（神奈川県鎌倉市）への、鎌倉道などの陸路からの入口を指す名数。鎌倉時代には「七口」の呼び名は無く京都の「七口」をもじったもので「鎌倉十橋」「鎌倉十井」などと並ぶものである。鎌倉七切通（かまくらななきりどおし）とも呼ばれる。

## 概要

### 各切通し
一般に言われるのは以下の7つである。
1. 極楽寺坂切通（北緯35度18分33.4秒 東経139度31分54.5秒 / 北緯35.309278度 東経139.531806度）
2. 大仏切通（北緯35度19分7.6秒 東経139度31分53.5秒 / 北緯35.318778度 東経139.531528度）
3. 化粧坂（北緯35度19分33.4秒 東経139度32分41.4秒 / 北緯35.325944度 東経139.544833度）
4. 亀ヶ谷坂（北緯35度19分49秒 東経139度33分0.6秒 / 北緯35.33028度 東経139.550167度）
5. 巨福呂坂（北緯35度19分42.6秒 東経139度33分15.9秒 / 北緯35.328500度 東経139.554417度）
6. 朝夷奈切通（北緯35度19分36.5秒 東経139度35分22.3秒 / 北緯35.326806度 東経139.589528度）
7. 名越切通（北緯35度18分26.3秒 東経139度33分53.4秒 / 北緯35.307306度 東経139.564833度）

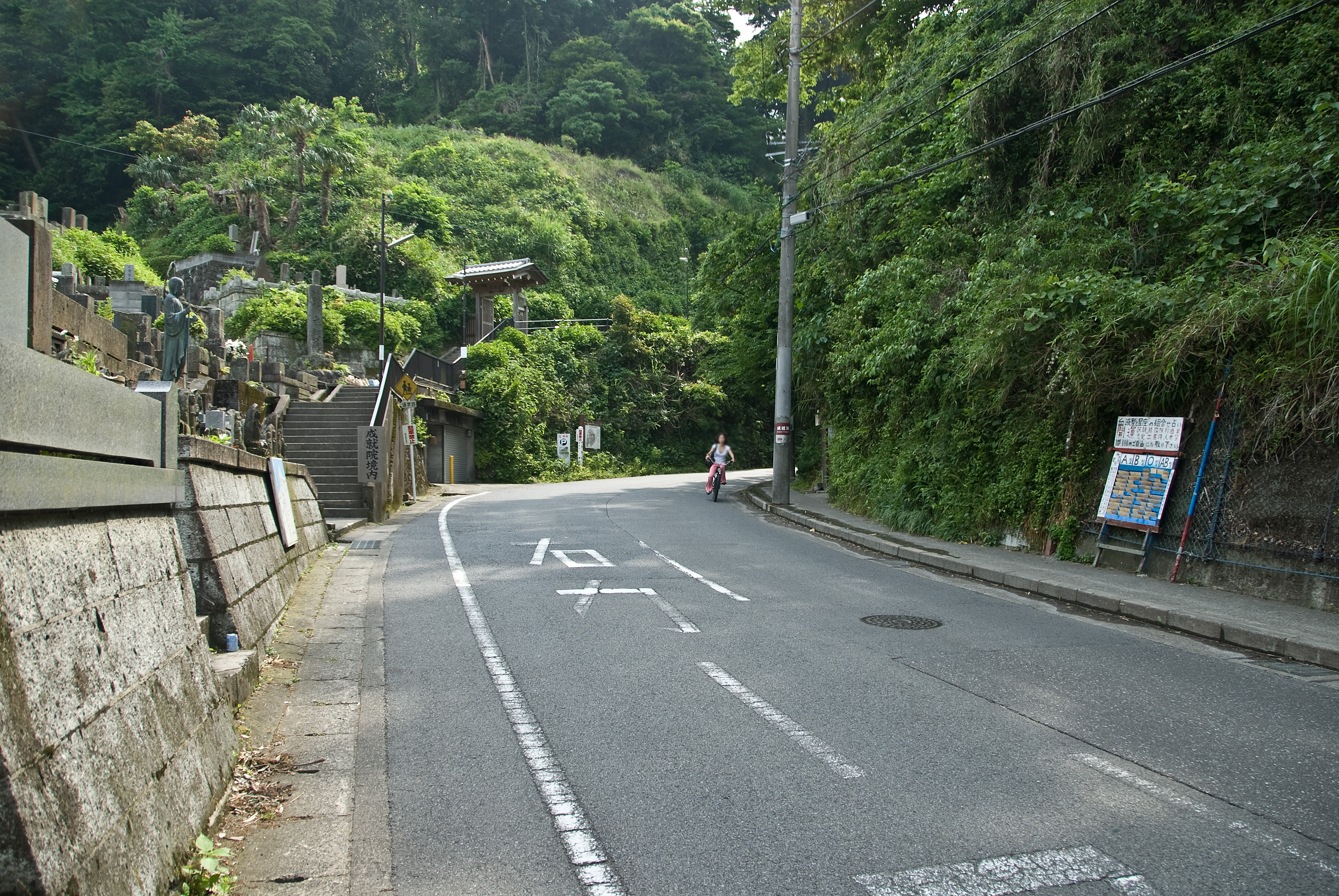
1.極楽寺坂切通
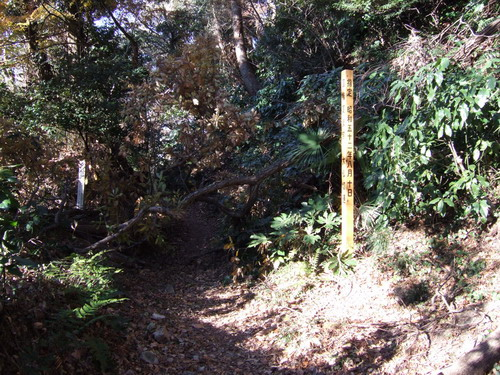
2.大仏切通
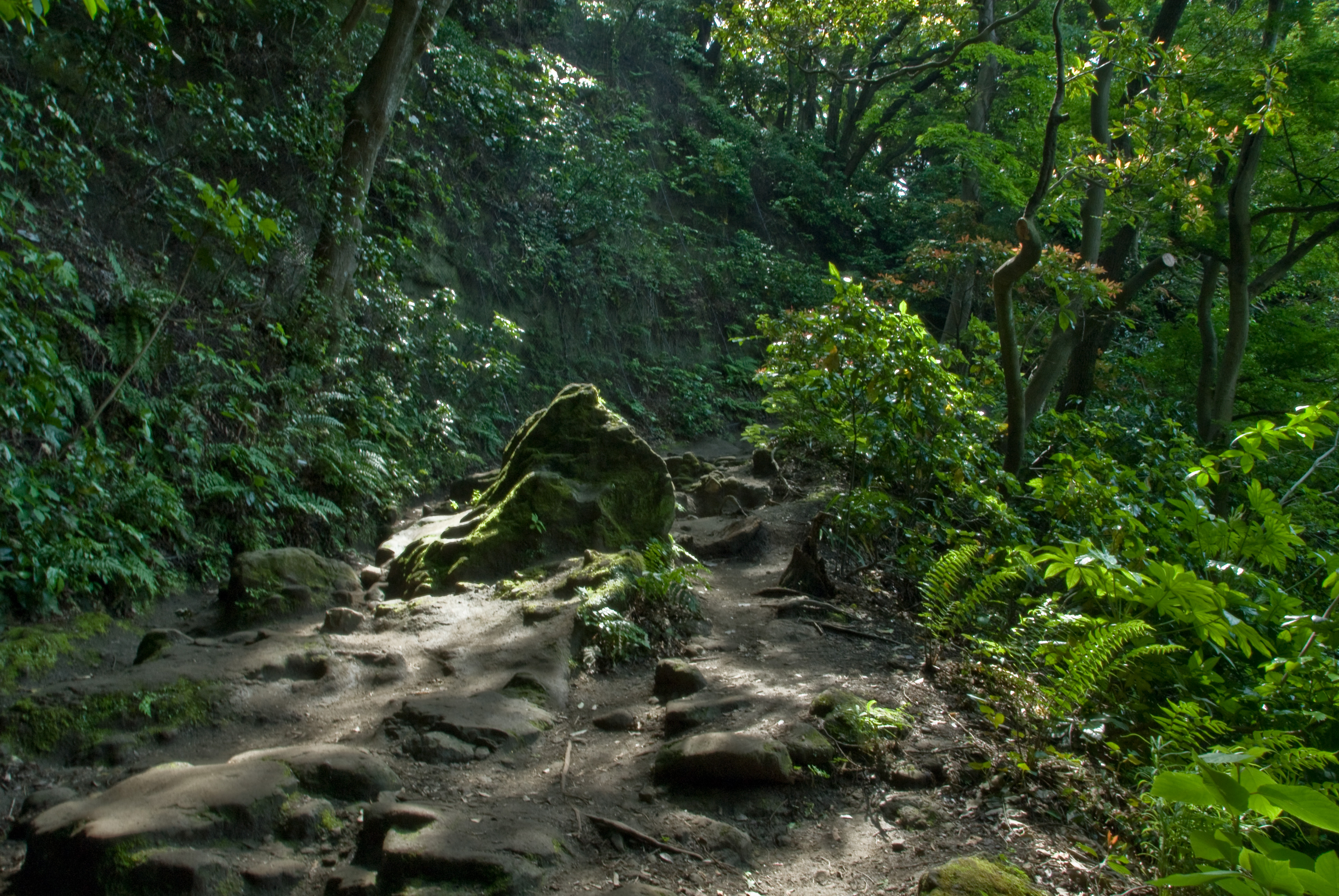
3.化粧坂
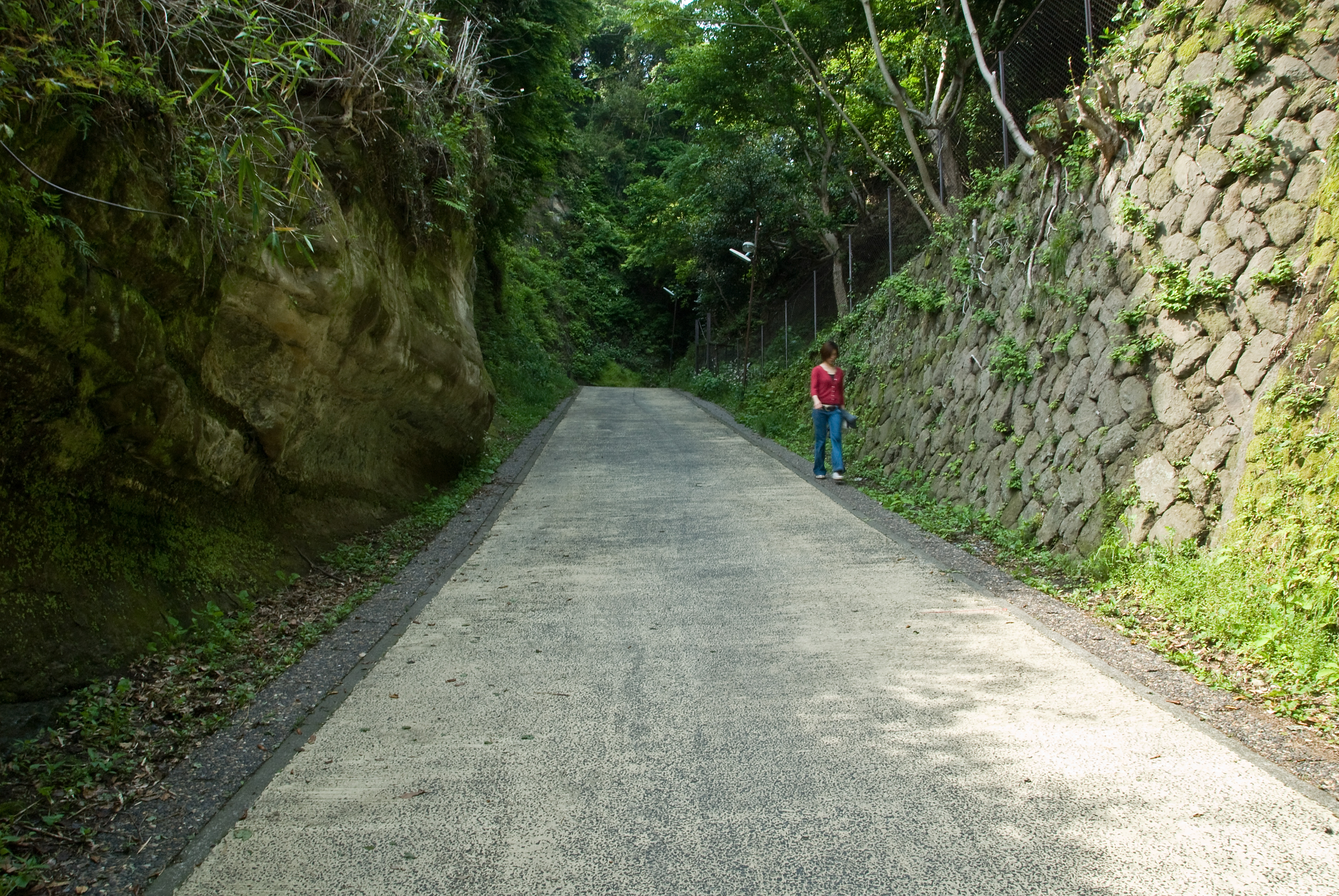
4.亀ヶ谷坂
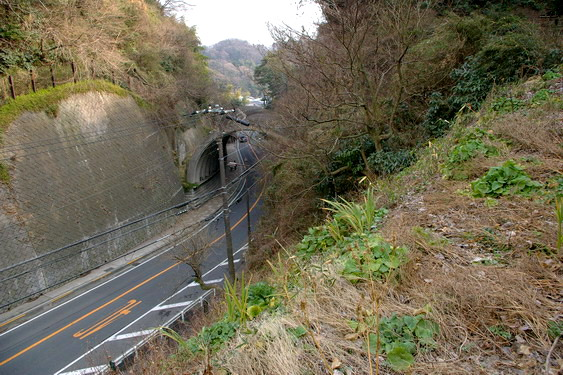
5.巨福呂坂
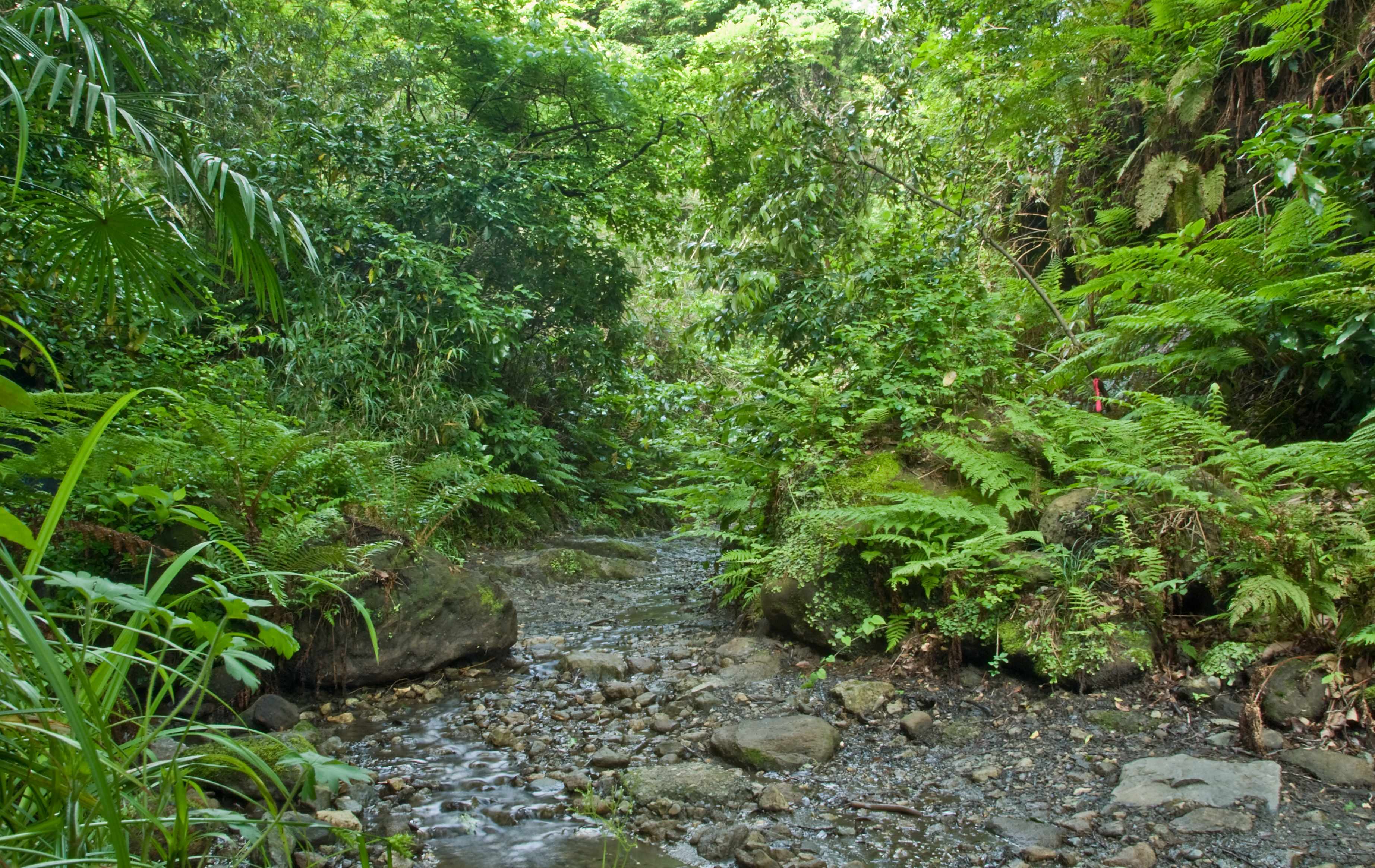
6.朝夷奈切通
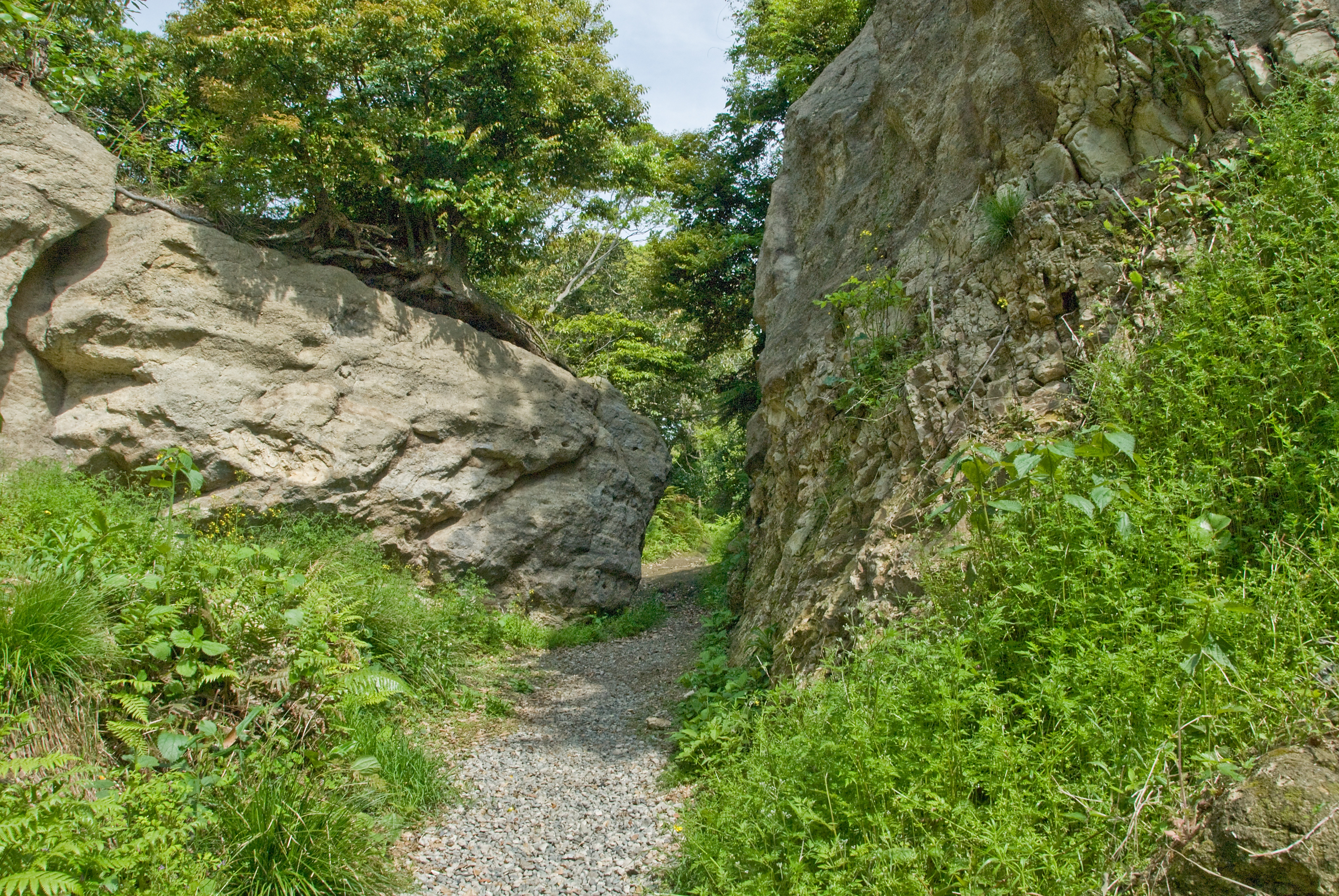
7.名越切通

### 概念の成立
鎌倉七口の史料上の初見は、江戸時代初期の1642年（寛永19年）～1644年（寛永21年）頃に書かれたと思われる『玉舟和尚鎌倉記』である。その後、1659年（万治2年）の『金兼藁』、1674年（延宝2年）の徳川光圀『鎌倉日記』、また、徳川光圀が命じて編纂させた1685年（貞享2年）の『新編鎌倉志』にも相次いで言及を見出すことが出来る。江戸時代末では、1829年（文政12年）の『鎌倉攬勝考』、1841年（天保12年）の『新編相模風土記稿』に同じような記述がある。
『玉舟和尚鎌倉記』では「大仏坂」「ケワイ坂」「亀ヶ井坂」「小袋坂」「極楽寺坂」「峠坂」「名越坂」とあり、『徳川光圀鎌倉日記』になってケワイ坂を「化粧坂」、亀ヶ井坂を「亀ヶ谷坂」、小袋坂を「巨福呂坂」、峠坂を「朝比奈切通」、大仏坂を「大仏切通」、極楽寺坂が「極楽寺切通」、名越坂が「名越切通」と出てくる。

## 歴史

### 整備の背景
鎌倉の切通しについては残された史料が少なく専門的な調査もあまり進んでいない。鎌倉幕府の執権北条氏による切通しの整備の背景には京都の朝廷に対する警戒感や、三浦半島で勢力を拡大しつつあった三浦氏との対立関係があるとされている。
鎌倉時代の公文書とも言える『吾妻鏡』にその名が見られるのは「ケワイ坂（気和飛坂）」「六浦道」「名越坂」、そして「山内道路」として出てくるのが亀ヶ谷坂ないし巨福呂坂であり、あとは現在の七口には数えられない「小坪坂」（「小壷坂」とも）および「稲村路」である。「大仏坂」は鎌倉時代には全く記録が無く、極楽寺坂は極楽寺の寺伝に開山の忍性が開いたとある。
また、切通しの整備に至る過程や工事の状況まで記されているのは『吾妻鏡』に記れた朝夷奈切通（朝比奈切通し）のみである。

### 現状と保存
1996年（平成8年）、文化庁の「歴史の道百選」に「鎌倉街道-七口切通」として選定された。
現状の鎌倉七口は、巨福呂坂が新道となり痕跡だけ残して消滅。極楽寺坂切通も普通の車道となり、明治時代以前の趣を残しているのは大仏切通、朝夷奈切通、名越切通の3か所と多少趣を残しているのが化粧坂と亀ヶ谷坂である。なお、切通しの姿を多く残している場所でも、鎌倉時代の切通しがそのまま残っているわけではなく後世に整備されたものであることがわかっているものもある。名越切通の発掘調査では鎌倉時代にはより高い位置にあり、さらに大地震の影響などで復旧が繰り返され、現行のルートは江戸時代に整備された交通路であることがわかっている。